# 大地澤號誌站

號誌站內路線圖　A:赤渕　B:田澤湖

大地澤號誌站（日语：／ Ōchizawa shingōjō */?）是一座位於岩手縣岩手郡雫石町的東日本旅客鐵道（JR東日本）田澤湖線的號誌站。

## 历史
- 1966年（昭和41年）10月20日：號誌站啟用。
- 1987年（昭和62年）4月1日：因國鐵分割民營化，本站成為東日本旅客鐵道的號誌站。

## 車站周邊
- 仙岩隧道

## 相鄰車站
東日本旅客鐵道
田澤湖線
赤渕－大地澤信號場－（志度內信號場）－田澤湖